# 1479
1479 (MCDLXXIX) var ett normalår som började en fredag i den julianska kalendern.

## Händelser

### Januari
- 19 januari – Ferdinand II blir kung av Aragonien.[1]
- 26 januari – Osmanska riket annekterar Shkodra.[2]

### Okänt datum
- Ryssarna härjar området kring Nyslott, varför krig åter utbryter mellan Sverige och Ryssland.
- Kort Rogge, en rik Stockholmsborgare och sedermera herre till Roggeborgen, blir biskop i Strängnäs.
- De svenska smedernas skråordning utfärdas.
- Köpenhamns universitet grundas.

## Födda
- 25 mars – Vasilij III, rysk regent 1505–1533.
- 26 maj – Clemens VII, påve 1523–1534.
- 6 november – Johanna den vansinniga, drottning av Kastilien 1504–1555 och av Aragonien 1516–1555.

## Avlidna
- Eleonora av Navarra, drottning av Navarra.
- Johan II av Aragonien kung av Navarra och kung av Aragonien.

### Fotnoter
1. ↑  World Statesmen (läst 7 april 2011)
2. ↑  World Statesmen (läst 6 april 2011)